# دييجو بالاسيوس
دييجو بالاسيوس (12 يوليو 1999 بغواياكيل في الإكوادور - ) هو لاعب كرة قدم إكوادوري في مركزي الظهير والدفاع. لعب مع فيلم تو تيلبورغ ونادي أوكاس.

## وصلات خارجية
- دييجو بالاسيوس على موقع الدوري الأمريكي (الإنجليزية)
- دييجو بالاسيوس على موقع قاعدة بيانات كرة القدم.إي يو (الإنجليزية)
- دييجو بالاسيوس على موقع ناشيونال فوتبول تيمز (الإنجليزية)
- دييجو بالاسيوس على موقع Soccerbase.com (لاعب) (الإنجليزية)
- دييجو بالاسيوس على موقع Soccerway.com (الإنجليزية)
- دييجو بالاسيوس على موقع عالم كرة القدم.نت (الإنجليزية)